# Relator Especial sobre la libertad de religión o de creencias
El Relator Especial sobre la libertad de religión o de creencias es un experto independiente designado por el Consejo de Derechos Humanos de las Naciones Unidas. "Al titular del mandato se le ha pedido que identifique obstáculos existentes e incipientes que impiden el goce del derecho a la libertad de religión o de creencias, y formule recomendaciones sobre los medios de superar tales obstáculos".

## Antecedentes históricos
La Comisión de Derechos Humanos de las Naciones Unidas, "en su resolución 1986/20, nombró a un “Relator Especial sobre la intolerancia religiosa”. En 2000, la Comisión decidió modificar el título del mandato por el de “Relator Especial sobre la libertad de religión o de creencias”, el cual fue posteriormente confirmado mediante la decisión 2000/261 del Consejo Económico y Social y acogido favorablemente por la Asamblea General en su resolución 55/97. El 18 de junio de 2010, el Consejo de Derechos Humanos adoptó la resolución 14/11 mediante la que, entre otras cosas, prorrogó el mandato del Relator Especial por un período adicional de tres años".

Mandato 
En la resolución 6/37 del Consejo de Derechos Humanos se le encomienda al Relator Especial (véase el texto completo en español):
- Promover en los planos nacional, regional e internacional la adopción de medidas para asegurar la promoción y protección del derecho a la libertad de religión o de creencias;
- Determinar los obstáculos actuales e incipientes que impiden el disfrute del derecho a la libertad de religión o de creencias y formular recomendaciones sobre los medios de superar tales obstáculos;
- Proseguir sus esfuerzos encaminados a examinar los incidentes y las medidas de carácter gubernamental que sean incompatibles con las disposiciones de la Declaración sobre la eliminación de todas las formas de intolerancia y discriminación fundadas en la religión o las convicciones y recomendar medidas correctivas, según proceda, y
- Continuar aplicando una perspectiva de género, entre otras cosas señalando qué abusos se cometen específicamente contra la mujer, en el proceso de preparación de informes, especialmente en lo que respecta a la reunión de información y las recomendaciones.
Métodos de trabajo
En el desempeño de su mandato, el Relator Especial:
a) Transmite llamamientos urgentes y cartas de denuncia a los Estados con relación a aquellos casos que suponen violaciones del derecho a la libertad de religión y de creencias o que representan un impedimento para su ejercicio;
b) Realiza misiones de investigación a los países, y
c) Presenta informes anuales al Consejo de Derechos Humanos y a la Asamblea General sobre sus actividades, tendencias identificadas y métodos de trabajo.
Oficina del Alto Comisionado de las Naciones Unidas para los Derechos Humanos

## Relatores Especiales
| Relatores Especiales                                                                                                 | País     | Mandato                                         |
| --- | -------- | ----------------------------------------------- |
| Sr. Ahmed Shaheed | Maldivas | desde 1° de noviembre 2016                      |
| Sr. Heiner Bielefeldt                                                                                                | Alemania | desde el 1° de agosto de 2010 a octubre de 2016 |
| Sra. Asma Jahangir (enlace roto disponible en Internet Archive; véase el historial, la primera versión y la última). | Pakistán | agosto de 2004 a julio de 2010                  |
| Sr. Abdelfattah Amor                                                                                                 | Túnez    | Abril de 1993 a julio de 2004                   |
| Sr. Angelo d’Almeida Ribeiro                                                                                         | Portugal | Marzo de 1986 a marzo de 1993                   |